# La mère coupable (Milhaud)
La mère coupable és una òpera amb música de Darius Milhaud i llibret de Madeleine Milhaud, basat en el drama homònim de Pierre-Augustin Caron de Beaumarchais. S'estrenà al Grande-Théâtre de Ginebra el 13 de juny de 1966.